# Nemzetközi Matematikai Kongresszus

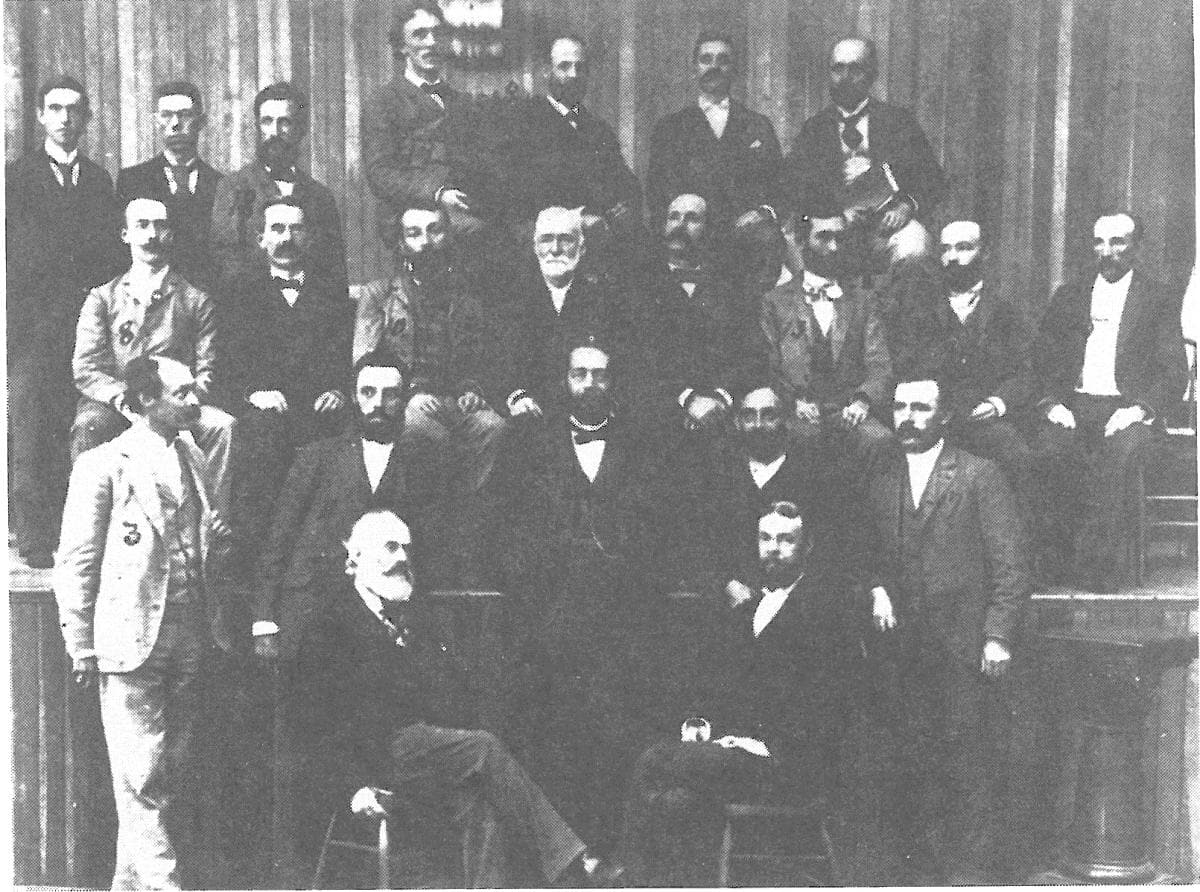
Chicago, 1893. Felix Klein középen

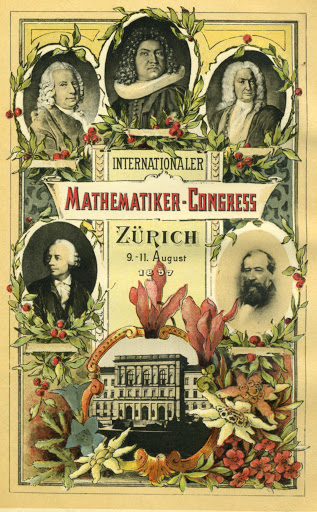
A zürichi kongresszus plakátja, 1897

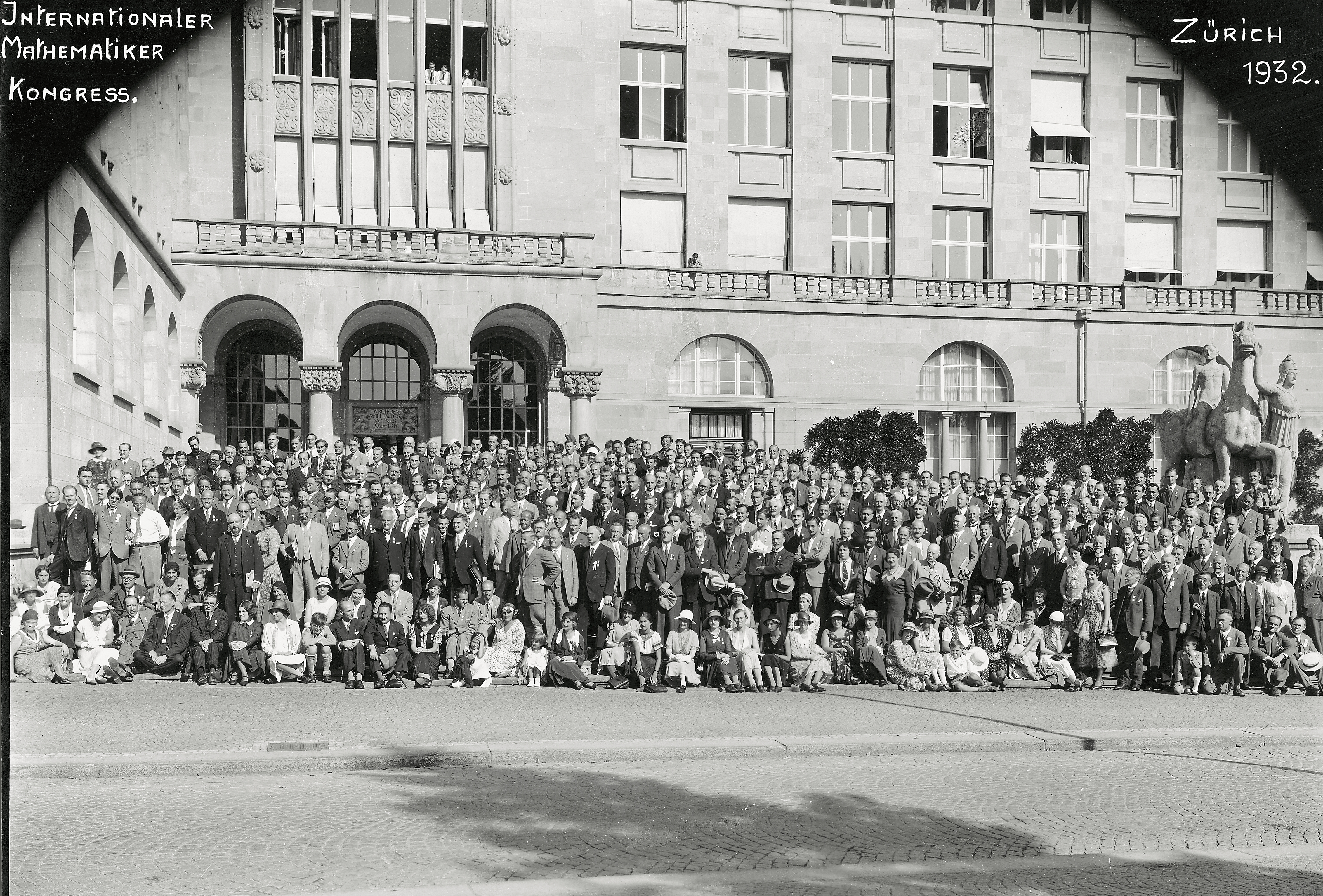
Zürich, 1932

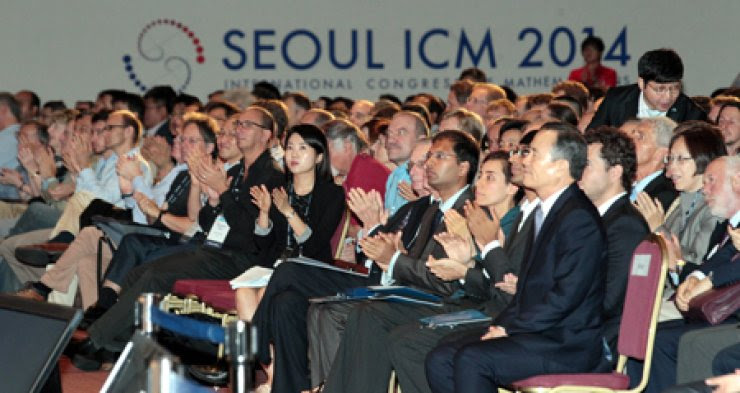
Szöul, 2014

A Nemzetközi Matematikai Kongresszus (International Congress of Mathematicians (ICM)) a legnagyobb matematikai témájú konferencia. A Nemzetközi Matematikai Unió rendezi meg négyévenként. A kezdeményezés Felix Klein és Georg Cantor német matematikusoktól származik. Az első hivatalos kongresszust 1897-ben rendezték meg, de már 1893-ban a Chicagói Egyetem rendezett egy nemzetközi matematikai kongresszust.

## A kongresszusok listája
| Év      | Város                     | Ország                    |
| ------- | ------------------------- | ------------------------- |
| 1897    | Zürich                    | Svájc                     |
| 1900    | Párizs                    | Franciaország             |
| 1904    | Heidelberg                | Német Birodalom           |
| 1908    | Róma                      | Olasz Királyság           |
| 1912    | Cambridge                 | Egyesült Királyság        |
| 1920    | Strasbourg                | Franciaország             |
| 1924    | Toronto                   | Kanada                    |
| 1928    | Bologna                   | Olasz Királyság           |
| 1932    | Zürich                    | Svájc                     |
| 1936    | Oslo                      | Norvégia                  |
| 1950    | Cambridge (Massachusetts) | Amerikai Egyesült Államok |
| 1954    | Amszterdam                | Hollandia                 |
| 1958    | Edinburgh                 | Egyesült Királyság        |
| 1962    | Stockholm                 | Svédország                |
| 1966    | Moszkva                   | Szovjetunió               |
| 1970    | Nizza                     | Franciaország             |
| 1974    | Vancouver                 | Kanada                    |
| 1978    | Helsinki                  | Finnország                |
| 1982-83 | Varsó                     | Lengyelország             |
| 1986    | Berkeley                  | Amerikai Egyesült Államok |
| 1990    | Kiotó                     | Japán                     |
| 1994    | Zürich                    | Svájc                     |
| 1998    | Berlin                    | Németország               |
| 2002    | Peking                    | Kína                      |
| 2006    | Madrid                    | Spanyolország             |
| 2010    | Haidarábád                | India                     |
| 2014    | Szöul                     | Dél-Korea                 |
| 2018    | Rio de Janeiro            | Brazília                  |
| 2022    | Helsinki                  | Finnország (online)       |
| 2026    | Philadelphia              | Egyesült Államok          |

## Fordítás
Ez a szócikk részben vagy egészben  az   International Congress of Mathematicians című angol Wikipédia-szócikk ezen változatának fordításán alapul.  Az eredeti cikk szerkesztőit annak laptörténete sorolja fel. Ez a jelzés csupán a megfogalmazás eredetét és a szerzői jogokat jelzi, nem szolgál a cikkben szereplő információk forrásmegjelöléseként.